# Pleopeltis buchtienii
Pleopeltis buchtienii là một loài thực vật có mạch trong họ Polypodiaceae. Loài này được (H. Christ & Rosenst.) A.R. Sm. mô tả khoa học đầu tiên năm 2005.